# Max von Fabeck
Herrmann Gustav Karl Max von Fabeck, född 6 maj 1854, död 16 december 1916, var en tysk militär.
Fabeck blev officer vid infanteriet 1871, överste och regementschef 1898, general av infanteriet och chef för 15:e armékåren 1910, samt generalöverste 1915. Han tjänstgjorde 1882–1898 huvudsakligen i generalstaben och var vid krigsutbrottet 1914 chef för 13:e württembergska armékåren. Med denna deltog han som  gruppchef i första slaget vid Ypern i oktober samma år, blev i mars 1915 arméchef, först för 11:e och sedan för 1:a armén. I september 1915 förflyttades han som chef för 12:e armén till östfronten och blev i oktober 1916 chef för 8:e armén i Kurland, vilket befäl han på grund av sjukdom frånträdde i december samma år.